# Folketoget den 1. September 1901
|  | Denne artikel er oprettet af botten Steenthbot ud fra en ekstern database. Den kan derfor have sproglige fejl eller mangler. Denne skabelon kan fjernes efter kontrol af indholdet. |

Folketoget den 1. September 1901 er en dansk dokumentarisk optagelse fra 1901 instrueret af Peter Elfelt.

## Handling
Systemskiftet i 1901: I juli 1901 udnævnte Christian IX landets første Venstre-regering, hermed fik Folketingets flertal endelig regeringsmagten. Som tak for dette arrangerede Venstrepartiet den 1. september 1901 folketoget med deltagere fra hele landet. Omkring 15.000 danskere gik med kurs mod Amalienborg slot for at takke kongen for den nye Venstre-regering.